# Trichomorpha inflecta
Trichomorpha inflecta är en mångfotingart som beskrevs av Loomis 1972. Trichomorpha inflecta ingår i släktet Trichomorpha och familjen Chelodesmidae. Inga underarter finns listade i Catalogue of Life.